# 周昌寿
周昌寿（1888年—1950年），字颂久，男，祖籍贵州麻哈州，生于四川成都，中国物理学翻译家、教育家，曾任大夏大学教授。